# TV Kanagawa
Televisión Kanagawa (テレビ神奈川 'Terebi Kanagawa'?) (TVK para abreviar) es una estación de televisión independiente en Japón que sirve a la prefectura de Kanagawa y a la mayoría de partes del área de Tokio con una recepción favorable. La estación fue fundada el 20 de abril de 1971 y comenzó las emisiones el 1 de abril de 1972. Su señal de llamada es JOKM-TV (digital JOKM-DTV) y ocupa el canal 42 en las ondas.
La estación es un miembro de la Asociación japonesa de estaciones independientes de televisión.

## Programación
Como una estación independiente, la programación de TVK consiste principalmente en información local, la música alternativa (algunos de cuyos músicos seguirán apareciendo en TVK, incluso después de recurrente éxito), los deportes locales, programas educativos, y anime.
- Ito Masanori no Rock City

## Programas anime
Con el exceso de la producción de anime desde finales de 1990, muchas series de ciclo corto (3-6 meses) han llegado a encontrar su nicho de difusión en estaciones de UHF independientes. TVK es una de las estaciones más destacadas en este mercado. Si se trata de un programa anime y hace parte del nicho de la UHF, entonces es muy probable que se haya emitido en TVK.